# Хотунок

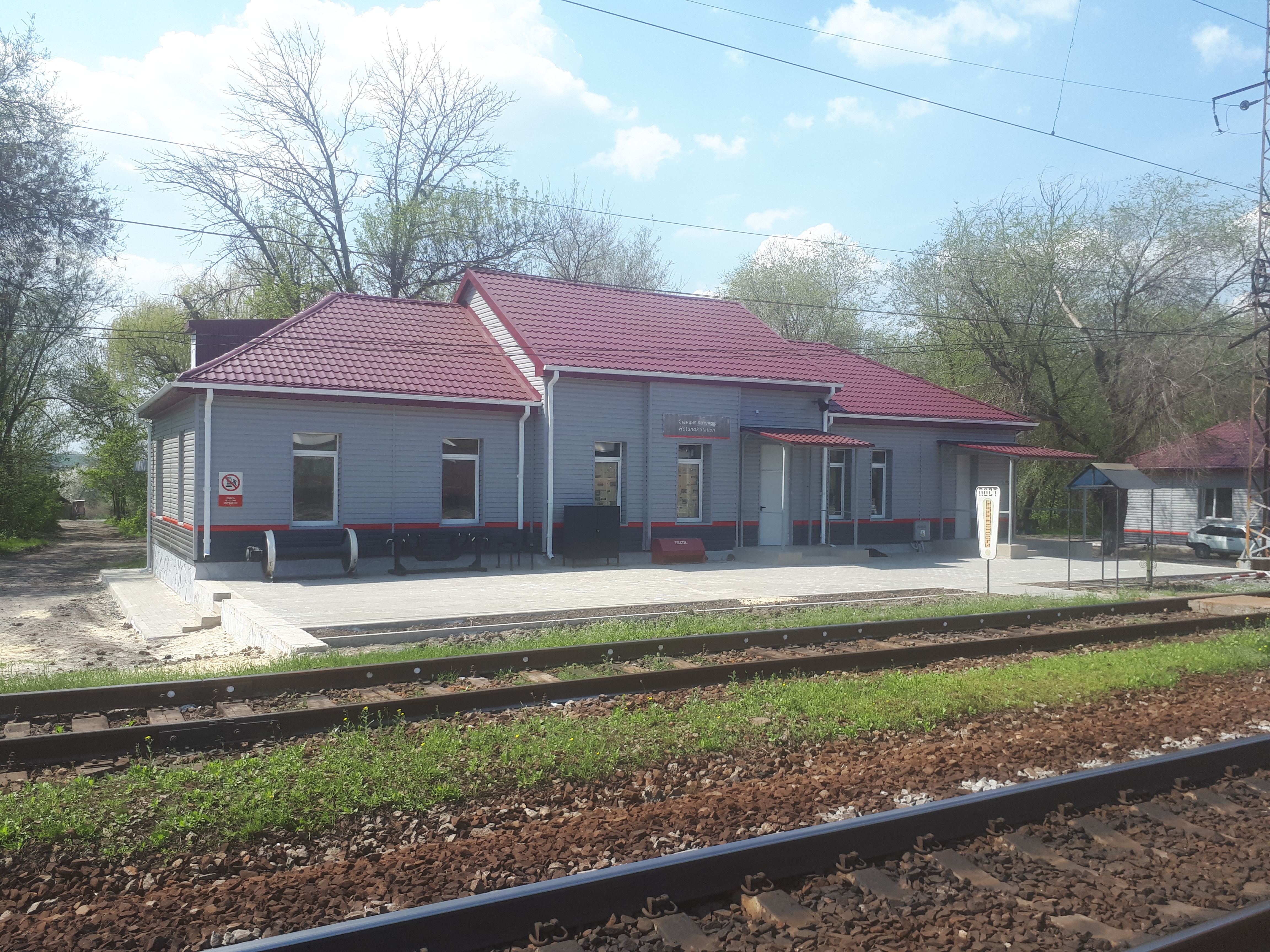
Станция Хотунок

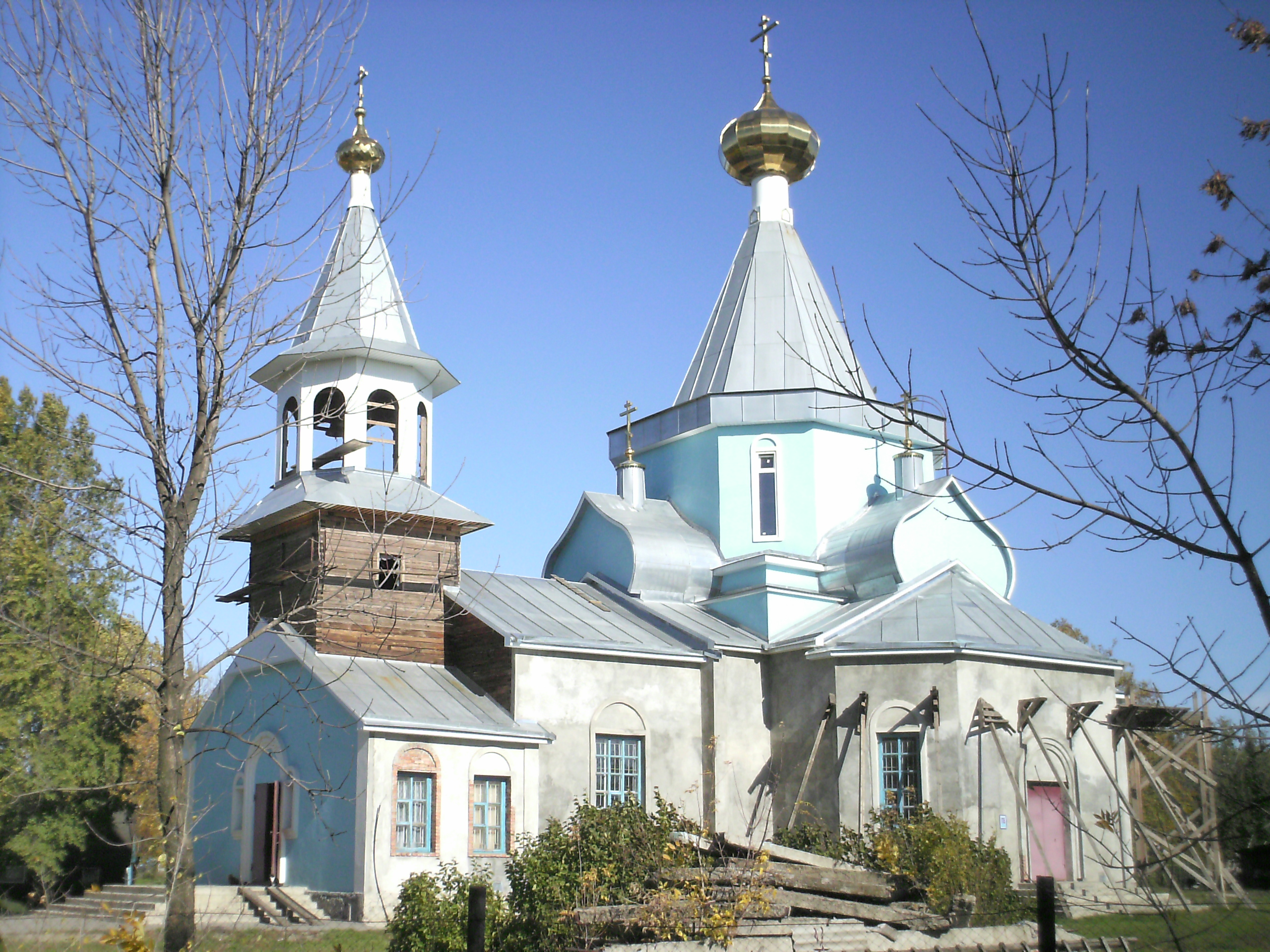
Храм Донской иконы Божьей Матери

Хотуно́к — микрорайон города Новочеркасск Ростовской области России, до 1962 года — хутор. В микрорайоне находится грузовая железнодорожная станция Хотунок.

## Статус поселения
Долгое время имел статус пригородного поселения, а также хутора.
В «Алфавитном списке населенных мест Области Войска Донского» (1915) назван пригородным поселением. Постановлением административной комиссии Донской области (май 1921) включен на правах хутора в состав Красюковской станицы. В списке населенных мест Донского округа (1927) значится как пригород Новочеркасска, имеющий сельсовет. На этих же правах Xотунок включен в 1931 в состав Новочеркасского района. В сентябре 1939 передан в Кривянский район. В марте 1945 снова включен в состав Новочеркасского района. В мае 1962 хутор был упразднен и включен в черту Новочеркасска.
В 1965—1989 годах входил в Промышленный район Новочеркасска.
В настоящее время — микрорайон города Новочеркасска.

## География
Расположен на левом берегу реки Тузлов. 

### Улицы
| - Авиаторов, улица - Войкова, улица - Гагарина, улица - Газетная улица - Дзержинского, улица - Заречная улица - Зерновой переулок - Интернатный переулок - Кадамовская улица - Каменская улица - Колхозная улица - Кошевого, улица | - Ломоносова, улица - Макаренко, улица - Маресьева, улица - Морозова, улица - Мостовая улица - Набережная улица - Нахимова, улица - Новослобоцкий тупик - Огинского, улица - Озёрный переулок - Опытная улица - Петрова, переулок | - Петрова, улица - Почтовый переулок - Пролетарская улица - Седова, улица - Селекционная улица - Станиславского, улица - Тангаши, улица - Трамвайная улица - Харьковская улица - Чайковского, улица - Чернышевского, улица - Шевцовой, улица |

## История
В краеведческой литературе содержатся две основные версии возникновения Xотунка. Согласно одной из них, он появился как калмыцкое поселение в окрестностях новой донской столицы, а свое название получил от слова «хутун», обозначающего составной компонент племенного объединения «улус». 
Согласно другой версии, после основания Новочеркасска в его предместье было переселено из Черкасска ногайское поселение, возникшее там в конце XVII века и ставшее предшественником нынешнего Xотунка. По этой версии под Новочеркасск был переведен ногайский хотон (родовая этнографическая группа, близкая к татарам), название которого трансформировалось в наименование новочеркасского пригорода.
Согласно Казачьему Словарю-Справочнику: Хотунок — татарское предместье г. Новочеркасска. Во второй половине XVII столетия к донским казакам прибился небольшой нагайский хотон. Донцы разрешили ему поселиться около своего Черкасского города. Почти через сто лет после этого А. И. Ригельман надписал в своем плане Старого Черкасска: «Базовых Татар поселение». Впоследствии, когда был основан город Новочеркасск, этот татарский пригород переселился на его окраину и здесь его имя определили по старой памяти, как Xотунок (уменьшительное от слова «хотон»); называли его также и «Татарской слободкой». Жители Хотунка, мастера, ремесленники и чернорабочие, казаками не считались и в казачьих полках не служили.
В дореволюционное время жители занимались различными ремеслами, среди которых особо выделялось изготовление стеганых одеял. В дальнейшем этот промысел утрачен. Жители хутора, объединившиеся в колхоз «Труд хлебороба», занимались хлебопашеством, огородничеством.
Хутор Хотунок отмечен событиями начала Гражданской войны в России. В конце 1917 года на хуторе были расквартированы 272-й и 373-й запасные полки Русской армии, находившиеся в крайней степени разложения и представлявшие опасность для донской власти. В ночь на 22 ноября добровольцы Алексеевской организации окружили полки и без единого выстрела разоружили их. Отобранное оружие пошло добровольцам и стало одним из первых, добытых ими для собственного вооружения.
В хуторе Хотунок был расположен аэродром, где накануне Великой Отечественной войны сформировался 81-й дальнебомбардировочный полк, который уже на четвёртый день войны вылетел на фронт. Лётчики совершили много боевых подвигов.
В центре Хотунка установлен памятный знак — «МиГ-21». У его подножия — мемориальные доски с именами погибших в боях за Родину.

## Население
| Численность населения, чел. | Численность населения, чел. | Численность населения, чел. | Численность населения, чел. | Численность населения, чел. | Численность населения, чел. |
| 1959                        | 1970                        | 1979                        | 1989                        | 2002                        | 2010                        |
| --------------------------- | --------------------------- | --------------------------- | --------------------------- | --------------------------- | --------------------------- |
| 6 294                       | −                           | −                           | −                           | −                           | −                           |

## Достопримечательности
- Памятник Авиаторам.
- Храм и часовня Донской иконы Божьей матери.
- Памятник воинам, павшим в боях за Родину.
- Памятник железнодорожникам погибшим в Великой Отечественной войне 1941-1945.

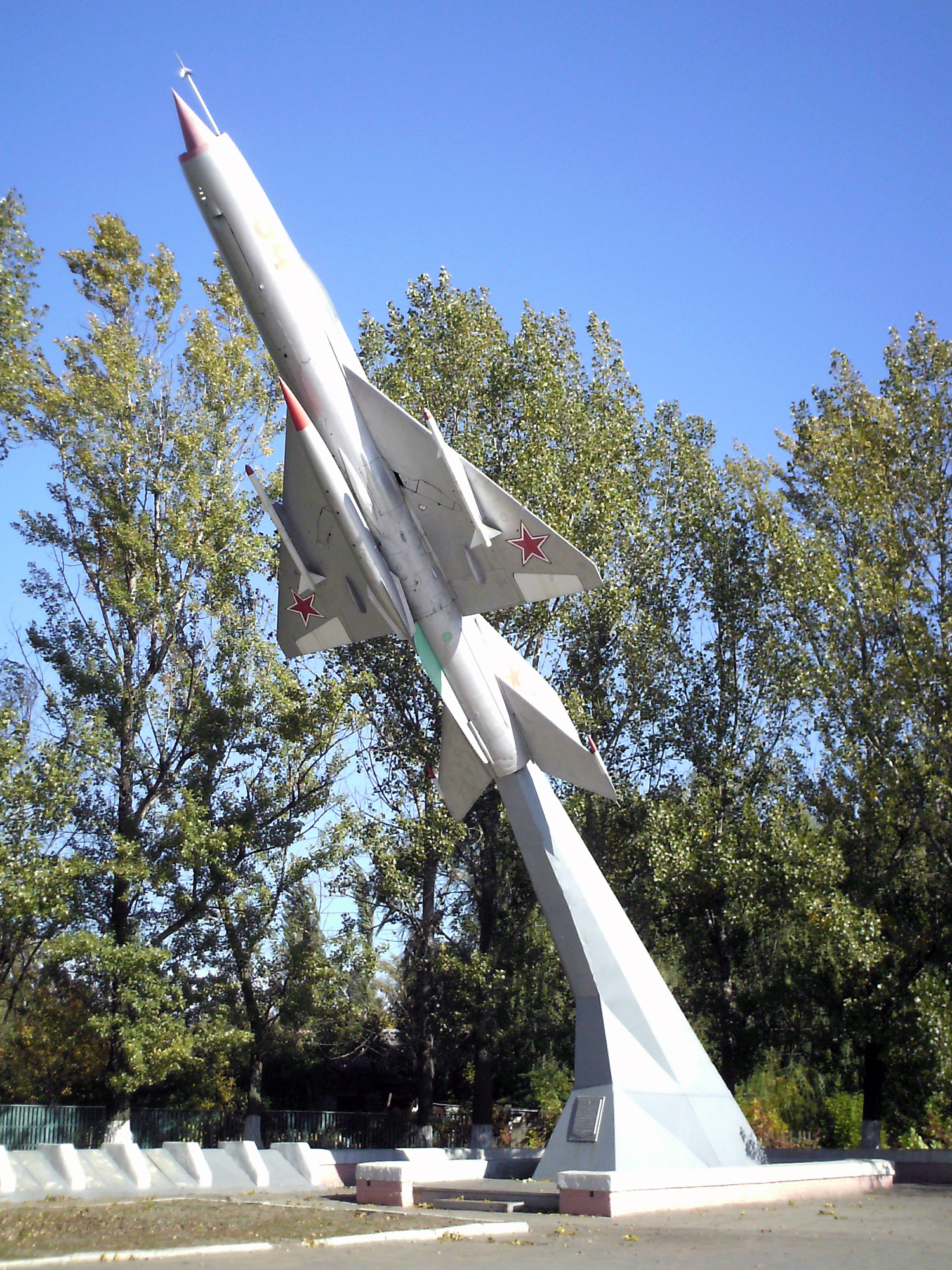
Памятник авиаторам
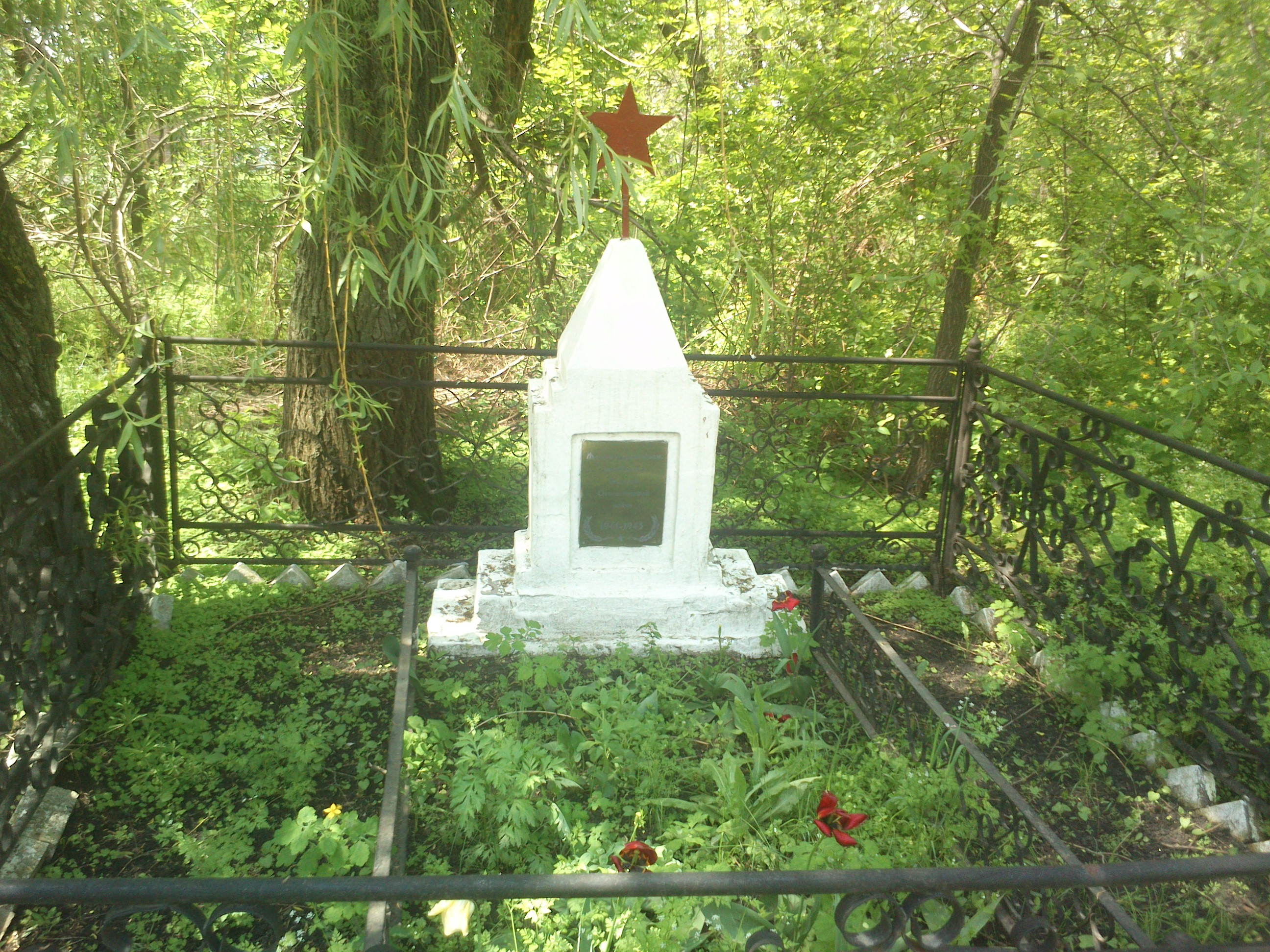
Памятник железнодорожникам погибшим в Великой Отечественной войне
Памятник воинам, павшим в боях за Родину

## Образование
На территории Хотунка находится 2 средних школы:
- МБОУ СОШ № 24
- МБОУ СОШ № 25 им. П. К. Каледина